# Eliud Williams
Eliud Thaddeus Williams (21 de agosto de 1948) es un político de Dominica que ocupó el cargo de Presidente de Dominica desde el 17 de septiembre de 2012 hasta el 2 de octubre de 2013. Tiene un máster en Administración por la Universidad de las Indias Occidentales y ha ocupado diversos altos cargos como funcionario de la administración pública desde 1992, siendo secretario permanente de los ministerios de Salud y Seguridad Social, de Agricultura y Medio Ambiente así como el de Comunicaciones, Trabajo y Vivienda.

## Presidencia
Después de que el anterior presidente, Nicholas Liverpool, dimitiera por motivos de salud, Williams fue designado candidato a la presidencia por el Partido Laborista de Dominica. La elección presidencial la realizó el Parlamento el 18 de septiembre de 2012 y la oposición boicoteó las elecciones al considerar que el proceso era inconstitucional. Pese a estas protestas William fue elegido presidente y declaró su intención de parmanecer en el cargo al menos hasta las elecciones generales de octubre de 2013. Roosevelt Skerrit se mantuvo en el cargo de Primer ministro.
| Predecesor: Nicholas Liverpool | Presidente de Dominica 2012 – 2013 | Sucesor: Charles Savarin |